# アクロレイン
アクロレイン (acrolein) はアルデヒドの一種で、不飽和アルデヒドの中で最も単純なもの。IUPAC命名法では 2-プロペナール (2-propenal) と表されるほか、アクリルアルデヒド (acrylic aldehyde) 、プロペンアルデヒド (propenaldehyde) とも呼ばれる。分子量は 56.07 である。

## 性質
融点 −87 ℃、沸点 53 ℃ で、刺激臭を持つ無色から黄色の液体である。空気中では酸化されやすいため、酸化防止剤としてポリフェノールが添加される。非常に反応性に富む物質なので、安定剤を加え、空気を遮断して貯蔵する。
20℃の水への溶解度は20g/100mlである。

## 毒性
ラットによる経口毒性LD50が82mg/kg、ウサギによる経皮毒性LD50が250mg/kgと、毒性が強い他、可燃性も強く、取り扱いには十分注意する必要がある。日本では毒物及び劇物取締法の関連法令である毒物及び劇物取締法施行令（別表第二）により原体が劇物に、消防法により第1石油類に指定されている。また重合を起こしやすいため、市販の物には重合停止剤としてヒドロキノンが含まれていることが多い。純粋なものが必要なときには、蒸留などで精製してすぐ用いるべきである。
食用油を使って揚げ物等の調理作業を長時間行ったために気分が悪くなる現象を「油酔い」と呼ぶ。「油酔い」は加熱分解された油脂から発生するアクロレインが引き起こすものとされている。2013年に、東京工科大学と築野食品工業株式会社の研究チームにより、アクロレインの生成において、油脂中に含まれるリノレン酸が大きく関係していることが発見された。この研究により、油脂中のリノレン酸が空気中の酸素により酸化されヒドロペルオキシドが発生、そのヒドロペルオキシドが高温下で酸化され分解し、アクロレインが発生することが判明した。なお、これまではアクロレインの発生にはグリセリンが関係していると考えられていた。
また、ガソリンエンジン・ディーゼルエンジン及びタバコの不完全燃焼でも発生し、自動車・船舶等からの排出量は年間1,765トン（製品評価技術基盤機構 2005年調べ）、タバコから年間97トン排出されている。（環境省 2004年調べ）なお、タバコ1本あたりからの発生量は主流煙で9.93～116μg、副流煙で288〜348μgと分析されている。（厚生労働省 2002年調べ）

## 合成と反応
グリセリンを硫酸水素カリウムなどの脱水剤を用いて脱水すると生成する。
工業的には、グリセリンの高温の蒸気を硫酸マグネシウムに通じてアクロレインを得る。
{\displaystyle {\ce {C3H5(OH)3 -> CH2=CHCHO\ + 2H2O}}}
還元するとプロピオンアルデヒドを経てプロパノールを生成する。

## 用途
主にメチオニンやグルタルアルデヒド、ピリジンの合成原料として用いられる。他に冷凍機探知剤、アルコール変性剤、殺菌剤などにも用いられる。